# Sistema di riferimento cartesiano

Rappresentazione di alcuni punti nel piano cartesiano

In matematica, un sistema di riferimento cartesiano è un sistema di riferimento formato da {\displaystyle n} rette ortogonali, intersecantisi tutte in un punto chiamato origine, su ciascuna delle quali si fissa un orientamento (sono quindi rette orientate) e per le quali si fissa anche un'unità di misura (cioè si fissa una metrica di solito euclidea) che consente di identificare qualsiasi punto dell'insieme mediante {\displaystyle n} numeri reali. In questo caso si dice che i punti di questo insieme sono in uno spazio di dimensione {\displaystyle n}.
Un sistema di riferimento cartesiano in due dimensioni viene chiamato piano cartesiano. Per identificare la posizione di punti nello spazio fisico viene solitamente utilizzato un sistema di riferimento cartesiano a tre dimensioni. Tuttavia per descrivere la posizione di oggetti più complicati vengono utilizzati altri sistemi di riferimento non necessariamente cartesiani e un differente numero di dimensioni, dette in questo contesto gradi di libertà.
Usando un sistema di riferimento cartesiano, è possibile descrivere tramite equazioni algebriche forme geometriche come curve o superfici: i punti dell'oggetto geometrico sono quelli che soddisfano l'equazione associata. Per esempio è possibile descrivere una circonferenza nel piano cartesiano, oppure una quadrica nello spazio tridimensionale.

## Storia
L'uso delle coordinate geometriche venne introdotto per la prima volta da Nicola d'Oresme, matematico del XIV secolo operante a Parigi. L'aggettivo cartesiano è riferito al matematico e filosofo francese René Descartes (latinizzato in  Renatus Cartesius, italianizzato in Renato Cartesio), il quale, tra le altre cose, riprendendo gli studi di Nicola d'Oresme, lavorò sulla fusione dell'algebra con la geometria euclidea. Questi studi furono influenti nello sviluppo della geometria analitica, del calcolo infinitesimale e della cartografia.
L'idea di questo sistema di riferimento fu sviluppato nel 1637 in due scritti da Cartesio e, indipendentemente, da Pierre de Fermat, anche se Fermat non pubblicò la sua scoperta. Nella seconda parte del suo Discorso sul metodo, Cartesio introduce la nuova idea di specificare la posizione di un punto o di un oggetto su una superficie usando due rette che si intersecano in un punto come strumenti di misura, idea ripresa in La Geometria .

## Piano cartesiano
Un sistema di coordinate cartesiane ortogonale in due dimensioni è semplicemente chiamato piano cartesiano, ed è costituito da:
- l'asse delle ascisse, orizzontale, che costituisce la retta di riferimento, chiamata da Oresme longitudo (solitamente caratterizzata dalla lettera {\displaystyle x});
- l'asse delle ordinate, verticale, che costituisce la retta ortogonale alla retta di riferimento, chiamata da Oresme latitudo (solitamente caratterizzata dalla lettera {\displaystyle y});
- l'origine, il punto nel quale le due rette si incontrano.

Il piano cartesiano, che viene spesso chiamato {\displaystyle xy} dal nome degli assi, può essere immaginato, pensando che il piano sia immerso orizzontalmente nello spazio fisico (pavimento), e mettendosi in piedi in un punto con il braccio sinistro teso in avanti e il braccio destro teso di lato in modo da formare con le due braccia un angolo retto: il punto sul quale si sta in piedi rappresenta l'origine, la direzione del braccio destro rappresenta l'asse delle ascisse positive (dalla parte opposta le ascisse negative), la direzione del braccio sinistro rappresenta l'asse delle ordinate positive (alle spalle le ordinate negative).

L'equazione rappresentata nel piano rappresenta una circonferenza di raggio e centrata nell'origine.

Il sistema costituito dalla coppia dei due assi orientati (e implicitamente dall'origine) consente di individuare ogni punto del piano con una coppia di numeri reali chiamati rispettivamente ascissa e ordinata del punto, i cui valori assoluti rappresentano le distanze del punto rispettivamente dall'asse {\displaystyle y} (ordinata) e dall'asse {\displaystyle x} (ascissa). Le coordinate di un punto generico del piano o di un punto che si pensa variabile spesso si denotano con {\displaystyle x} e {\displaystyle y}. I punti sull'asse {\displaystyle x} hanno quindi ordinata {\displaystyle y=0}, mentre i punti sull'asse {\displaystyle y} hanno ascissa {\displaystyle x=0}; di conseguenza l'origine ha coordinate {\displaystyle x=0} e {\displaystyle y=0}. Talora il sistema dei due assi si denota con {\displaystyle Oxy}.
Un generico punto si può quindi esprimere scrivendo {\displaystyle \left(x;y\right)}
oppure {\displaystyle \langle x;y\rangle }. Ad esempio, i punti {\displaystyle (2;3)} e {\displaystyle (2;5)} hanno la stessa ascissa (quindi si trovano su una retta parallela all'asse {\displaystyle y}), mentre i punti {\displaystyle (2;3)} e {\displaystyle (-1;3)} hanno la stessa ordinata (quindi si trovano su una retta parallela all'asse {\displaystyle x}). In particolare: se due punti hanno la stessa ascissa ma ordinate opposte sono simmetrici rispetto all'asse {\displaystyle x}; se due punti hanno la stessa ordinata ma ascisse opposte sono simmetrici rispetto all'asse {\displaystyle y}; se due punti hanno coordinate opposte sono simmetrici rispetto all'origine.
Il piano cartesiano viene suddiviso in quattro regioni denominate quadranti, indicate mediante numeri romani progressivi in senso antiorario:
- I quadrante: comprende i punti aventi ascissa e ordinata positive;
- II quadrante: comprende i punti aventi ascissa negativa e ordinata positiva;
- III quadrante: comprende punti aventi ascissa e ordinata negative;
- IV quadrante: comprende punti aventi ascissa positiva e ordinata negativa.

Il piano cartesiano permette di rappresentare graficamente funzioni di equazione {\displaystyle y=f(x)} in cui {\displaystyle x} è la variabile indipendente e {\displaystyle y} la variabile dipendente. Ciò permette di visualizzare la "forma" delle funzioni (o curve) e risolvere graficamente sistemi di più equazioni come intersezioni tra le curve corrispondenti.

### Il piano cartesiano come spazio vettoriale
Per definizione, esiste una corrispondenza biunivoca fra i punti del piano cartesiano e le coppie ordinate di numeri reali.  L'insieme di tutte le coppie di numeri reali, {\displaystyle \mathbb {R} ^{2}} è un {\displaystyle \mathbb {R} }-spazio vettoriale. La base canonica di {\displaystyle \mathbb {R} ^{2}} è {\displaystyle E=\left(E_{1},E_{2}\right)} ove {\displaystyle E_{1}=\left(1,0\right)} ed {\displaystyle E_{2}=\left(0,1\right)}. Gli elementi di {\displaystyle E} hanno un importante significato geometrico: sono i versori fondamentali sul piano, rispettivamente {\displaystyle {\vec {\imath }}} e {\displaystyle {\vec {\jmath }}}. Ciò vuol dire, per la definizione stessa di base di uno spazio vettoriale, che il piano cartesiano è generato dai versori fondamentali e che ogni punto del piano è esprimibile, in modo unico, come combinazione lineare dei versori fondamentali (ciò giustifica l'espressione dei punti del piano cartesiano).
Si noti inoltre che ogni asse cartesiano è sottospazio vettoriale del piano cartesiano.

## Generalizzazione a tre dimensioni

Il primo ottante di un sistema di riferimento cartesiano tridimensionale, con l'asse che punta verso l'osservatore ("esce" dallo schermo). Sono evidenziate le proiezioni del punto sull'asse, sul piano e le successive proiezioni sui due assi e.

Aggiungendo una terza dimensione al piano otteniamo lo spazio euclideo tridimensionale, che è la modellizzazione a noi più familiare dello spazio fisico, e quella usata in meccanica classica: un sistema di assi cartesiani può quindi essere usato come sistema di riferimento per localizzare degli oggetti nello spazio, attribuendogli delle coordinate.
Essendo una diretta generalizzazione del piano cartesiano, un sistema di riferimento cartesiano tridimensionale è formato da tre rette orientate perpendicolari tra loro e incidenti in un punto, denominato origine degli assi. I tre assi (chiamati solitamente {\displaystyle x,\;y} e {\displaystyle z}) identificano tre piani nello spazio ({\displaystyle xy}, {\displaystyle xz} e {\displaystyle yz}), che dividono lo spazio in otto ottanti, simili ai quattro quadranti formati dagli assi cartesiani in due dimensioni. Ogni punto è identificato da 3 coordinate, che rappresentano ognuna la distanza del punto al piano formato dagli altri due.
Come nel caso del piano, ogni punto dello spazio tridimensionale può essere individuato da un vettore nello spazio tridimensionale (indicato come {\displaystyle \mathbb {R} ^{3}}) e viene espresso come combinazione lineare dei tre versori di base, indicati convenzionalmente con {\displaystyle {\hat {\imath }}}, {\displaystyle {\hat {\jmath }}} e {\displaystyle {\hat {k}}}:
{\displaystyle {\vec {v}}=x{\hat {\imath }}+y{\hat {\jmath }}+z{\hat {k}}}
dove {\displaystyle x}, {\displaystyle y} e {\displaystyle z} rappresentano proprio le coordinate nel punto nel sistema di riferimento formato dalla base {\displaystyle ({\hat {\imath }},{\hat {\jmath }},{\hat {k}}\,\!)}.

## Geometria analitica
Il piano cartesiano (e più in generale il sistema di riferimento cartesiano a {\displaystyle n} dimensioni) ha permesso di conciliare la geometria e l'algebra in un'unica branca della matematica: la geometria analitica (chiamata così dall'analisi matematica). Per esempio nel piano cartesiano una retta rappresenta le soluzioni di un'equazione di primo grado in due variabili {\displaystyle x} e {\displaystyle y} del tipo {\displaystyle ax+by+c=0}; l'intersezione di due (o più) rette rappresenta un sistema di equazioni lineari.

### Forma esplicita e forma implicita
Le equazioni di cui si è detto prima possono essere espresse in due forme: la forma esplicita e la forma implicita.
Nel caso ad esempio di una retta, la prima consiste un'equazione del tipo {\displaystyle y=mx+q}, mentre la seconda si presenta come {\displaystyle ax+by+c=0}. Per passare dalla forma implicita a quella esplicita basta portare tutti i termini escluso {\displaystyle by} nel secondo membro e poi dividere per b (principio di equivalenza delle equazioni). Si noti che, nella forma esplicita, il termine noto {\displaystyle q}, detto intercetta o ordinata all'origine, indica l'ordinata del punto di intersezione della retta con l'asse {\displaystyle y}, mentre il coefficiente dell'incognita {\displaystyle x}, {\displaystyle m}, è detto coefficiente angolare ed indica la "pendenza" della retta.
Naturalmente il passaggio dalla forma implicita a quella esplicita è possibile solo se il coefficiente {\displaystyle b} è diverso da zero, cioè solo se la retta non è parallela all'asse delle ordinate.

### L'equazione della retta
Dati due punti distinti {\displaystyle A=(x_{1},y_{1})} e {\displaystyle B=(x_{2},y_{2})}, l'equazione della retta passante per quei punti è: {\displaystyle {\frac {x-x_{1}}{x_{2}-x_{1}}}={\frac {y-y_{1}}{y_{2}-y_{1}}}} anche detta {\displaystyle y=mx+q} dove {\displaystyle m} è il coefficiente angolare dato da {\displaystyle {\frac {\Delta y}{\Delta x}}}.